# Kukleny
Kukleny – część miasta ustawowego Hradec Králové. Znajduje się w zachodniej części miasta. Zarejestrowanych jest tutaj 867 adresów i mieszka na stałe około 2 500 osób.